# Adonisea cognata
Adonisea cognata är en fjärilsart som beskrevs av Freyer 1830. Adonisea cognata ingår i släktet Adonisea och familjen nattflyn. Inga underarter finns listade i Catalogue of Life.